# G23

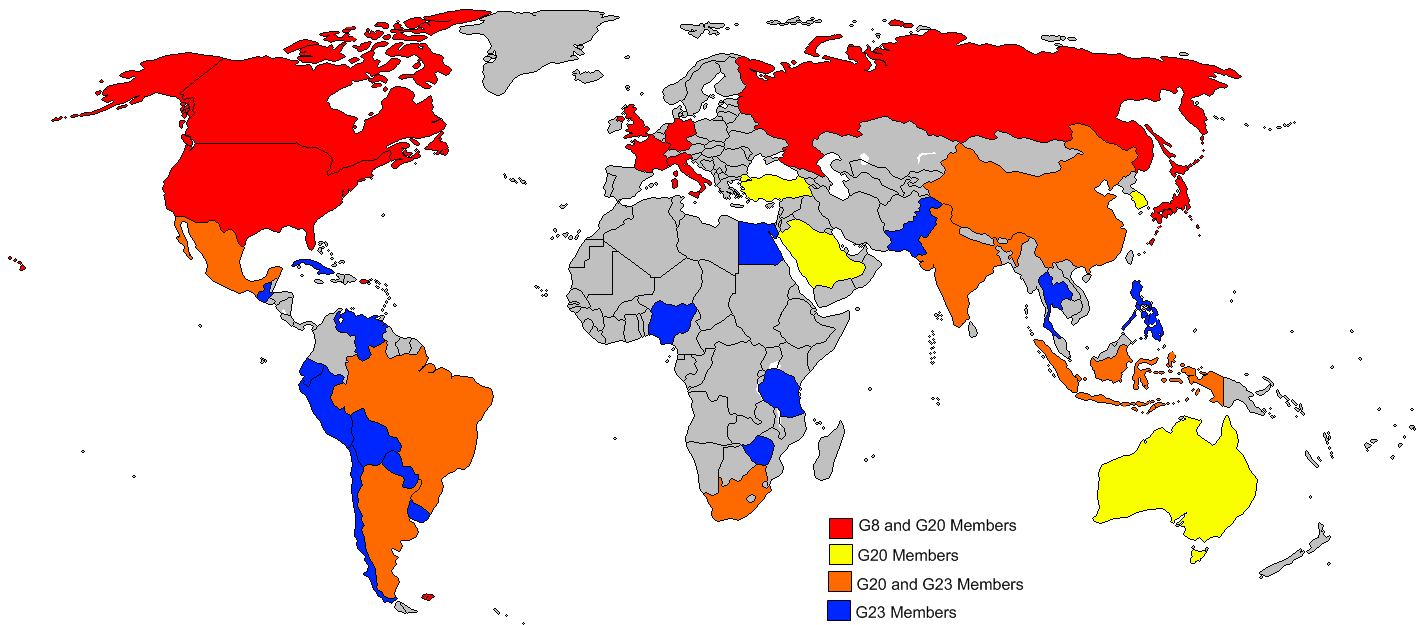
Une carte qui montre les pays membres du G8, du G20 et du G23.

Le Groupe des Vingt-trois (G23) est la réunion des États pauvres de la planète, en opposition au G8. Ils se sont réunis à Cancún en 2003 sous l'égide du Brésil, de la Chine et de l'Inde. Ils réclament un traitement différencié dans le cadre de la libéralisation des échanges de l'OMC.
L'arrêt des subventions agricoles dans les pays développés et la diffusion des médicaments génériques constituent quelques-unes de leurs revendications.